# Diary of a Nudist
Diary of a Nudist (ang Diary of a Nudist) – amerykański film z 1961 w reżyserii Doris Wishman.